# Premio Mishima Yukio
Il  Premio Mishima Yukio  ( 三島由紀夫賞 ?,  Mishima Yukio Shō) è un premio letterario giapponese assegnato annualmente ad un autore non convenzionale e controcorrente.
È stato istituito nel 1988 assieme al Premio Shugoro Yamamoto dalla casa editrice Shinchosha in memoria dello scrittore Yukio Mishima.

## Albo d'oro
- 1988 Gen'ichiro Takahashi, Yūga de Kanshōteki na Nippon Yakyū (優雅で感傷的な日本野球)
- 1989 Ōoka Akira, Tasogare no Storm Seeding (黄昏のストーム・シーディング, Tasogare no Sutōmu Shīdingu)
- 1990 Hisama Jūgi, Seikimatsu Geigeiki (世紀末鯨鯢記)
- 1991 Saeki Kazumi, A Loose Boy (ア・ルース・ボーイ, A Rūsu Bōi)
- 1992 Non assegnato
- 1993 Kurumatani Chokitsu, Shiotsubo no Saji (塩壺の匙) e Fukuda Kazuya, Nihon no kakyō (日本の家郷)
- 1994 Yoriko Shōno, Nihyakkaiki (二百回忌)
- 1995 Yamamoto Masayo, Midoriiro no Nigotta Ocha Arui wa Kōfuku no Sampōmichi (緑色の濁ったお茶あるいは幸福の散歩道)
- 1996 Matsuura Hisaki, Orikuchi Shinobu Ron (折口信夫論)
- 1997 Higuchi Satoru, Sangen no Yūwaku: Kindai Nihon Seishinshi Oboegaki (三絃の誘惑 近代日本精神史覚え書)
- 1998 Kobayashi Kyōji, Kabuki no Hi (カブキの日)
- 1999 Suzuki Seigō, Rock’n’Roll Missing (ロックンロールミシン, Rokkun rōru mishin) e Horie Toshiyuki, Oparaban (おぱらばん)
- 2000 Hoshino Tomoyuki, Mezameyo to Ningyo wa Utau (目覚めよと人魚は歌う)
- 2001 Shinji Aoyama, Eureka e  Nakahara Masaya, Arayuru Basho ni Hanataba ga… (あらゆる場所に花束が……)
- 2002 Ao Masatsugu, Nigiyaka na Wan ni Seowareta Fune (にぎやかな湾に背負われた船)
- 2003 Maijō Ōtarō, Asura Girl (阿修羅ガール, Ashura Gāru)
- 2004 Yahagi Toshihiko, Rarara Kagaku no Ko (ららら科學の子)
- 2005 Maki Kashimada, Rokusendo no Ai (六〇〇〇度の愛)
- 2006 Hideo Furukawa, LOVE
- 2007 Satō Yūya, 1000 no Shōsetsu to Backbeard (1000の小説とバックベアード, 1000 no Shōsetsu to Bakkubeādo)
- 2008 Tanaka Shinya, Kireta Kusari (切れた鎖)
- 2009 Maeda Shirō, Natsu no Mizu no Hangyojin (夏の水の半魚人)
- 2010 Hiroki Azuma, Quantum Families (クォンタム・ファミリーズ, Kwontamu Famirīzu)
- 2011 Natsuko Imamura, Kochira amiko (こちらあみ子)
- 2012 Aoki Jungo, Watashi no inai kōkō (私のいない高校)
- 2013 Sayaka Murata, Shiroiro no machi no, sono hone no taion no (しろいろの街の、その骨の体温の)
- 2014 Yukiko Motoya, Come si fa a piacersi (Jibun o suki ni naru hōhō) (自分を好きになる方法)
- 2015 Ueda Takahiro, Watashi no Koibito (私の恋人)
- 2016 Hasumi Shigehiko[4], Hakushaku fujin (伯爵夫人)
- 2017 Miyauchi Yūsuke[5], Kabūru no sono (カブールの園)
- 2018 Koyata Natsuki, Mugen no gen (無限の玄)
- 2019 Mikoku Michiko, Ikare koro (いかれころ)
- 2020 Rin Usami, Addio mamma (Kaka) (かか)
- 2021 Norishiro Yūsuke, Tabisuru renshū (旅する練習)
- 2022 Okada Toshiki, Broccoli Revolution (ブロッコリー・レボリューション, Burokkori reboryūshon)
- 2023 Asahina Aki[6], Shokubutsu shōjo (植物少女)